# Alexander Fjodorowitsch Andrejew
Alexander Fjodorowitsch Andrejew (russisch Александр Фёдорович Андреев; * 10. Dezember 1939 in Leningrad, Sowjetunion; † 14. März 2023) war ein sowjetischer und russischer Physiker. Zu seinen größten wissenschaftlichen Leistungen zählt die Voraussage der als Andreev-Reflexion bezeichneten Streuung von Quasiteilchen an der Grenzfläche von Supraleitern.

## Leben
Alexander Andrejew studierte am Moskauer Institut für Physik und Technologie mit dem Diplomabschluss 1961 (Schallabsorption in schwachen He3-He2 Lösungen). 1964 wurde er am Kapiza-Institut zum Kandidaten der Wissenschaft promoviert (Tieftemperatureigenschaften von thermischem Transport) und 1968 habilitiert (sowjetischer bzw. russischer Doktortitel) mit der Arbeit Theoretische Untersuchung des Übergangszustands von Supraleitern. Ab 1979 war er Professor am Moskauer Institut für Physik und Technologie und ab 1990 Direktor des Kapiza-Instituts für physikalische Probleme.

## Ehrungen, Mitgliedschaften, Herausgebertätigkeit
1986 erhielt er den Leninpreis und 1984 den Preis der Lomonossow-Universität. 1987 erhielt er die Carus-Medaille der Leopoldina. 2004 erhielt er den Pomerantschuk-Preis, 1999 die Kapiza-Goldmedaille der Russischen Akademie der Wissenschaften, 1995 den britischen Simon Memorial Prize und 2006 den John Bardeen Prize. Er war mehrfacher Ehrendoktor (Leiden, Universität Kasan). Er war Ehrenmitglied des Joffe-Instituts der Russischen Akademie der Wissenschaften. 1992 war er Lorentz-Professor an der Universität Leiden.
Der am 15. August 1936 entdeckte Asteroid (4420) Alandreev ist, zusammengesetzt aus Vor- und Nachname, im Juli 2000 nach ihm benannt worden.
Alexander Andrejew war ab 1991 Vizepräsident der Russischen Akademie der Wissenschaften, deren korrespondierendes Mitglied er ab 1981 und deren Vollmitglied er ab 1987 war. Außerdem war er auswärtiges Mitglied der Polnischen, Finnischen, Ukrainischen und Georgischen Akademie der Wissenschaften. Mit Ilja Lifschiz sagte er 1969 Suprasolidität voraus und arbeitete mit ihm über Quantendiffusion und Quantenkristalle.
Er war Vorsitzender des wissenschaftlichen Rates für Tieftemperaturphysik.
Alexander Andrejew war Chefredakteur des Journal of Experimental and Theoretical Physics (JETP) und der populärwissenschaftlichen Zeitschrift Priroda (Natur) der Russischen Akademie der Wissenschaften, deren Demidow-Preis er 2011 erhielt.
Er starb am 14. März 2023 im Alter von 83 Jahren.
Der Schachgroßmeister Alexander Igorewitsch Grischtschuk ist sein Enkelsohn.